# New Woman
«New Woman» — сингл тайской рэперши и певицы Лисы Манобан (участницы южнокорейской гёрл-группы Blackpink) и испанской певицы Розалии, выпущенный на лейблах Lloud и RCA Records 16 августа 2024 года.

## Предыстория
Сотрудничество Лисы Манобан и Розалии было названо долгожданным, поскольку обе артистки ранее выражали свое восхищение друг другом. В интервью Radio Disney México в марте 2022 года Розалия назвала себя её поклонницей: «Я люблю Лису. Я её поклонница. Я люблю её. Она хорошо танцует и очень талантлива». Точно так же в мае 2022 года Лиса похвалила её в Rolling Stone, сказав, что «Розалия такая классная. У неё есть своя испанская культура, которая живёт внутри неё и влияет на её музыку».
В декабре 2023 года Лиса отказалась продлевать контракт со своим лейблом YG Entertainment из-за индивидуальной деятельности. В феврале 2024 года она основала собственную компанию по управлению артистами под названием Lloud. В апреле она подписала контракт с RCA Records на выпуск сольной музыки в партнерстве с Lloud. 28 июня она выпустила песню «Rockstar», ставшую её первым синглом под эгидой Lloud и RCA Records после ухода из YG Entertainment. «New Woman» стал вторым синглом Лисы в 2024 году после «Rockstar» и первым синглом Розалии в этом году после её сотрудничества с Раувом Алехандро на мини-альбоме RR и Бьорк на сингле «Oral», выпущенных в 2023 году.

## Релиз
2 августа Лиса начала тизерить продолжение «Rockstar», поделившись в социальных сетях фрагментом, на котором она изображена в розовых волосах и демонстрирует кулон в форме звезды на шее. Три дня спустя Lloud опубликовала второй тизер с тем же звуком, на котором изображена серебристая звезда на фоне розового облачного неба с прокручивающейся надписью «скоро», затем вращающаяся серебристая роза и, наконец, текст «LALISA ______». Пустое место и роза заставили поклонников предположить, что песня будет совместной с испанской певицей Розалией. Обе артистки официально анонсировали сингл 6 августа, сообщив его название «New Woman» и дату выхода — 15 августа в 20:00 по восточному времени или 16 августа в 7:00 по МСК. Анонс сопровождался обложкой сингла, на которой были изображены Лиса и Розалия, чувственно смотрящие в камеру в солнцезащитных очках, первая — в кожаном корсете и куртке, вторая — в пушистом розовом пальто. В день выхода песни Лиса появилась в качестве первого гостя на третьем сезоне ток-шоу Ли Ён Чжи «Не так много подготовлено» на YouTube.

## Награды и номинации
| Организация             | Год  | Награда                       | Результат | Ссылка |
| ----------------------- | ---- | ----------------------------- | --------- | ------ |
| Asian Pop Music Awards  | 2024 | Best Collaboration (Overseas) | Номинация | [ 9 ]  |
| MTV Europe Music Awards | 2024 | Best Collaboration            | Победа    | [ 10 ] |
| MTV Europe Music Awards | 2024 | Best Video                    | Номинация | [ 11 ] |

## Видеоклип
Сопровождающий клип на песню «New Woman» был выложен на YouTube-канале Lloud одновременно с релизом сингла. Режиссёром видео выступил Дэйв Мейерс, съемки проходили в Лос-Анджелесе.

## Чарты

### Еженедельные чарты
| Чарт (2024)                         | Высшая позиция |
| ----------------------------------- | -------------- |
| Канада (Billboard Canadian Hot 100) | 80             |
| Франция (SNEP)                      | 76             |
| Мир (Billboard Global 200)          | 15             |
| Ирландия (IRMA)                     | 83             |
| Литва (AGATA)                       | 78             |
| Малайзия Malaysia (Billboard)       | 6              |
| Новая Зеландия (RMNZ)               | 6              |
| Республика Корея Download (Circle)  | 34             |
| Китайская Республика (Billboard)    | 5              |
| Испания (PROMUSICAE)                | 12             |
| Швейцария (Schweizer Hitparade)     | 62             |
| Великобритания (OCC UK Singles)     | 55             |
| США (Billboard Hot 100)             | 97             |